# Hello Sydney
Hello Sydney var SVT:s studioprogram under olympiska sommarspelen 2000 i Sydney, och sändes under perioden 15 september-1 oktober år 2000. Programledare var Christer Ulfbåge. 
Programmet kom i efterhand att få mest uppmärksamhet för att det var komikerduon Filip & Fredriks debut i större tv-sammanhang. De båda har i senare produktioner drivit med sin egen insats i Hello Sydney, och då inte minst apropå den bristande personkemin mellan dem och Ulfbåge.
I samband med programmet och Pia Hansens guld i lerduveskytte skrev Expressens tv-krönikör Anders Björkman: "ge mig ett dubbeltrapgevär och två kulor så är problemet ur världen" angående Filip och Fredriks insats.